# Build the Earth
Build the Earth (BTE) é um projeto que busca criar um modelo em escala real (1:1) do planeta Terra dentro do jogo eletrônico sandbox Minecraft.

## História
O Build the Earth foi criado pelo youtuber PippenFTS em março de 2020 como um esforço colaborativo para recriar a Terra no jogo eletônico Minecraft. Em um vídeo no YouTube, PippenFTS chamou participantes em potencial a recriar estruturas construídas pela humanidade sobre um modelo rudimentar do terreno da Terra. Um servidor do Discord criado para ajudar a coordenar o projeto atraiu mais de 100 mil usuários até abril de 2020, e a comunidade envolvida alcançou 200 mil usuários até julho de 2021. O BTE possui mais de 14 mil construtores, atuando em equipes para recriar países e regiões.
A desenvolvedora de Minecraft, Mojang Studios, destacou o projeto em seu website no Dia da Terra em 2020. Em julho do mesmo ano, o youtuber MrBeast lançou um vídeo no qual ele e outras cinquenta pessoas construíram sua cidade natal (Raleigh, Carolina do Norte) dentro do projeto.

## Software
O projeto Build The Earth depende principalmente de duas modificações ("mods") do Minecraft para funcionar: Cubic Chunks e Terra++. O Cubic Chunks remove a limitação do Minecraft's para a construção de estruturas além de uma certa altura; enquanto o Terra++ utiliza informação de serviços de informação geográfica, como o OpenStreetMap, Google Maps e o Google Earth, para gerar o terreno automaticamente e facilitar o processo de construção - o mod Terra 1-to-1 era originalmente utilizado ao invés do Terra++. PippenFTS afirmou que "com o mod Cubic Chunks quebrando as limitações verticais do Minecraft, agora podemos vivenciar a Terra no Minecraft, como ela é, sem qualquer tipo de redução de escala".